# FC Infonet
Az FC Infonet egy észt labdarúgócsapat, melynek székhelye Tallinnban található. Jelenleg az észt labdarúgó-bajnokság élvonalában szerepel.

## Történelem
A klubot 2002. január 29-én alapították. 2010-ben egyesült az FC Atletik Tallinn és az FC Bercy Tallinn csapataival. 2016-ban történetük során először bajnoki címet ünnepelhettek az élvonalban.

## Sikerei
- Meistriliiga: 
  - 1. hely (1): 2016

- Észt másodosztály: 
  - 1. hely (1): 2012
  - 2. hely (1): 2011

## Keret
| #  |     | Poszt | Név                                                      |
| -- | --- | ----- | -------------------------------------------------------- |
| 1  | EST | K     | Matvei Igonen                                            |
| 2  | EST | V     | Andrei Kalimullin                                        |
| 4  | EST | V     | Vladimir Avilov                                          |
| 5  | EST | V     | Anton Aristov                                            |
| 6  | EST | V     | Dmitri Kovtunovitš                                       |
| 7  | RUS | CS    | Aleksandr Bebikh (kölcsönben az FC Velldoris csapatától) |
| 9  | EST | KP    | Jevgeni Harin                                            |
| 10 | EST | KP    | Jevgeni Gurtšioglujants (C)                              |
| 11 | CIV | CS    | Manucho                                                  |
| 12 | FIN | V     | Ville-Oskari Lehtonen                                    |
| 14 | EST | KP    | Nikita Martõnov                                          |

| #  |     | Poszt | Név                                                      |
| -- | --- | ----- | -------------------------------------------------------- |
| 15 | EST | CS    | Eduard Golovljov                                         |
| 16 | EST | KP    | Aleks Mones                                              |
| 17 | RUS | CS    | Vladislav Smirnov                                        |
| 18 | EST | KP    | Vladislav Ogorodnik                                      |
| 19 | BLR | KP    | Vladimir Harlanov                                        |
| 20 | EST | KP    | Maksim Lipin                                             |
| 22 | EST | V     | Trevor Elhi (kölcsönben a Levadia csapatától)            |
| 38 | EST | KP    | Konstantin Nahk                                          |
| 69 | EST | K     | Ilja Kassjantšuk                                         |
| 77 | RUS | KP    | Vladimir Malinin (kölcsönben az FC Velldoris csapatától) |